# Luciana de Oliveira Dias
Luciana de Oliveira Dias ou simplesmente Luciana Dias (Goiânia, 1 de agosto) é uma antropóloga, professora universitária, escritora e ativista antirracismo do movimento social negro brasileiro.
Filiada à tradição da antropologia hermenêutica, Luciana é uma das principais representantes da antropologia das relações raciais no Brasil, sendo uma das autoras que vem desenvolvendo o conceito de "mulheres-raízes" e pesquisadora de migrações internacionais e do feminismo negro no Brasil.

## Biografia
Filha de uma costureira goiana, a Dona Fia, que veio a se tornar uma professora, e de um pedreiro baiano, o Seu Raimundo Preto, Luciana nutria interesse desde a sua juventude em se tornar uma cientista para melhor entender a sociedade e a humanidade. Com este propósito, ela foi aprovada no vestibular para o curso de graduação em Ciências Sociais na Universidade Federal de Goiás (UFG).
Após a concluir sua graduação em Ciências Sociais na UFG, ela prosseguiu os seus estudos de pós-graduação stricto sensu no mestrado, onde defendeu a dissertação "Discursos Reguladores da Feminilidade no Pensamento Social Brasileiro", sob orientação da professora Mireya Suárez, e no doutorado em Antropologia na Universidade de Brasília (UnB), nos quais ela desenvolveu suas pesquisas no campo da antropologia e da interculturalidade.
Durante a sua pesquisa de doutorado, Luciana desenvolveu sua pesquisa de campo etnográfico no México, onde ela morou por um tempo para estudar os povos indígenas mexicanos que migraram para lá. Investigando a realidade dos indígenas que estudavam durante o turno noturno em uma escola destinada a jovens e adultos situada na Cidade do México, ela identificou situações de interações sociais semelhantes às dos negros brasileiros, que resultou na tese de doutorado "Intersubjetividades constitutivas das identidades étnico-raciais e de gênero nos espaços escolares de contextos urbanos do Brasil e México", defendida em 2008, sob orientação do professor Cristhian Teófilo da Silva e com a coorientação de Antonio Carrillo Avelar, professor da Universidade Autônoma do México (UNAM).
Em 2010, Luciana Dias foi aprovada no concurso público para ser professora de Antropologia na Faculdade de Ciências Sociais da UFG, vindo a lecionar diversas disciplinas do campo antropológico, a exemplo de "Antropologia e Relações Étnico-Raciais" e de "Didática e Prática de Ensino em Ciências Sociais", e da área de educação intercultural, a exemplo de "Direitos Indígenas", na graduação, enquanto que na pós-graduação da UFG, ela ensina disciplinas como "Gênero e Sexualidade: (des)construir conceitos e linguagens" e "Relações étnico-raciais e o princípio da igualdade".
Na UFG, Luciana Dias ocupou diversos cargos do campo universitário como os de coordenadora do Programa de Pós-Graduação Interdisciplinar em Direitos Humanos (PPGIDH) entre 2014 e 2016, e do Programa de Pós-Graduação em Antropologia Social (PPGAS) entre 2019 e 2020.
Em novembro de 2019, Luciana foi agraciada com o "Troféu Lélia Gonzalez" que integra a "Comenda Zumbi dos Palmares" conferida pelo governo estadual de Goiás por meio da Secretaria estadual de Desenvolvimento Social.
Em 2022, Luciana Dias foi designada para o cargo de Secretaria de Inclusão da Universidade Federal de Goiás, tendo atuado em questões relevantes das políticas de identidade, tais como as políticas de ações afirmativas em vestibulares e concursos públicos, do reconhecimento de nome social, entre outras atividades. Nesta condição, Luciana foi nomeada para o exercer o cargo de conselheira do Conselho Estadual de Direitos Humanos, Igualdade Racial e Combate ao Preconceito de Goiás.

## Pensamento

### Mulheres-raízes
No artigo "Orí e cabaça são femininas: mulheres-raízes e suas insurgências na intelectualidade brasileira", publicado em 2020, Luciana Dias em conjunto com Cristiane Souza e Carlos Henning propõem uma categoria analítica denominada de "mulheres-raízes". Portanto, esta concepção busca alcançar parte da potência do empreendimento teórico, político e prático de intelectuais como Sueli Carneiro, Lélia Gonzalez e Beatriz Nascimento em favor de construção de laços de solidariedade entre mulheres negras, e entre essas e outras subjetividades, mas também de denúncia e de resistência às estruturas e práticas racistas, machistas, elitistas e coloniais ainda presentes no Brasil que afetam de modo desproporcional sobretudo às mulheres negras no território brasileiro.
A categoria de análise "mulheres-raízes", desenvolvida por Luciana Dias em conjunto com os referidos pesquisadores, busca destacar a importância e contribuição das mulheres, integrantes das mais diversas áreas, na produção de ciência e no enfrentamento da ausência de reconhecimento e destaque para elas, em um processo de invisibilização dessas cientistas.
Esta concepção corrobora a ideia de que falta uma autêntica democratização e equidade de gênero na produção do conhecimento científico. Por este motivo, faz-se necessário reconhecer e incentivar a produção científica pelas mulheres, não apenas do campo das ciências exatas e naturais, como também das demais áreas do conhecimento, além de levar em conta as disparidades de raça que existem dentro do demarcador de gênero.
A concepção de mulheres-raízes seria um contraponto à noção presente nas ciências sociais da existência de pais fundadores desse campo científico, porém, quando se pensa na produção do saber científico, além desses pais fundadores, haveriam também as mulheres-raízes. Sucede, que tais mulheres passam por um processo de invisibilização em que elas nem sempre são reconhecidas.
Baseada na ideia de mulheres-raízes, Luciana de Oliveira Dias sintetiza essa categoria afirmando que "É necessário a gente construir uma outra forma de produzir conhecimento, reconhecendo a agência e a autoria de mulheres."

## Prêmios e Honrarias
- Trófeu Lélia Gonzalez - Comenda Zumbi dos Palmares (2019)[8][1]

## Obras

### Principais livros
- Intersubjetividades constitutivas das identidades étnico-raciais e de gênero nos espaços escolares de contextos urbanos do Brasil e México. Tese (Doutorado em antropologia, 2008). Universidade de Brasília, Brasília.[6]
- Interculturalidades e relações étnico-raciais (Fundação Cultural Palmares, 2014). ISBN 9788575720387
- Migrações internacionais e políticas públicas: goianos(as) no mundo (Goiânia: Editora Espaço Acadêmico e Editora da PUC-Goiás, 2015), obra coordenada por ela com A.F. Lucena.
- O Lugar da Vida: por uma compreensão das migrações (Goiânia: Espaço Acadêmico, 2017), obra coordenada por ela com A.F. Lucena.
- PYHCOP CATI JI JÕ PJI: Território Gavião - MA (Goiânia: Editora da Imprensa Universitária, 2017), obra coordenada por ela com outras autorias.
- Interfaces do Gênero I: Cultura, Educação e Étnico-Racialidades (Goiânia: Gráfica da UFG, 2017), obra coordenada por ela com L.M. Grisolio.

### Principais capítulos e artigos
- "Desigualdades étnico-raciais e políticas públicas no Brasil". Revista da ABPN (Associação Brasileira de Pesquisadores/as Negros/As) (2012).
- "Reflexos no Abebé de Oxum: por uma narrativa mítica insubmissa e uma pedagogia transgressora". Revista Articulando e Construindo Saberes (UFG, 2020).
- "Orí e cabaça são femininas: mulheres-raízes e suas insurgências na intelectualidade brasileira". Revista Humanidades & Inovação (UNITINS, 2020), em coautoria.
- "Negritando esperanças nas encruzilhadas dos saberes – Pelo reconhecimento de uma epistemologia negra no espaço acadêmico" in Saberes das lutas do movimento negro educador, obra coordenada por Nilma Lino Gomes (Vozes, 2022).
- "Ações afirmativas e políticas reparatórias: avanços e desafios". Revista Cadernos de Campo (USP, 2022).